# Guglielmo Stendardo
Guglielmo Stendardo (Naples, 6 mai 1981) est un footballeur italien, évoluant au poste de défenseur. Il a effectué l'intégralité de sa carrière en Italie, jouant 237 matchs de Serie A.

## Biographie et carrière
Guglielmo Stendardo dit Willy est né à Naples le 6 mai 1981, il est formé par le club de sa ville natale et joue son premier match de Serie A Naples-Bari 2-2 le 16 mai 1998. L'année suivante il est transféré à la UC Sampdoria, club où il jouera pendant cinq ans en deuxième division italienne (33 matchs). De là, il évolue dans plusieurs équipes de Serie B : il est prêté à la Salernitana tout d'abord (17 matchs/4 buts); puis à Catane (42 matchs) après avoir été vendu pendant l'été 2003 à Pérouse où il jouera lors de la saison 2004/05 (35 matchs/2 buts).
À la suite de la faillite de son club lors de la saison 2005/2006, Guglielmo Stendardo est transféré à la Lazio de Rome (52 matchs/4 buts). Dans ce club, il alternera les bonnes prestations avec des baisses de régime jusqu'en décembre 2007 et sa dispute avec l'entraîneur Delio Rossi à la suite de laquelle il est exclu du groupe. 
À partir de janvier 2008, il est prêté à la Juventus mais devrait rejoindre le club romain à la fin de la saison. Finalement il est de nouveau prêté, à l'US Lecce cette fois-ci. Le club est relégué au terme de la saison. Il retourne alors à la SS Lazio, où il est loin d'être un des premiers défenseurs de l'équipe.
Au début d'août 2012, il signe un contrat de trois saisons en faveur de l'Atalanta Bergame.